# Turismo de negócios
Turismo de negócio apresenta grande importância para crescimento da economia, pois esse tipo especifico de turista agrega a localidade além da receita financeira, quando satisfeito passa a proporcionar visitas com maior frequência, além do fato de ser um multiplicador de opiniões positivas que atrairão novos turistas ao local.
É definido como um "conjunto de atividades de viagem, de hospedagem, de alimentação e de lazer praticado por quem viaja a negócios referentes aos diversos setores da atividade comercial ou industrial ou para conhecer mercados,estabelecer contatos, firmar convênios, treinar novas tecnologias, vender ou comprar bens ou serviços" (AZEVEDO e GIULLIANI, Apud, ANDRADE, 1997,P. 73), ou seja, é o turismo cujo foco principal é revertido ao profissional ou as reuniões de caráter corporativo.
Apesar das reuniões de negócios acontecerem esporadicamente, há um grande interesse por parte das ofertantes de serviços de hospedagem e companhias aéreas neste segmento turístico, conforme salienta Stefanini, Yamashita e Sousa (Apud, CHON e SPAROWE, 2003, p. 29) "As viagens de negócios tornaram-se parte importante da indústria do turismo e da hospitalidade. As empresas aéreas e as de aluguel de carro e de hospedagem têm um interesse particular nesse segmento porque ele não é tão inconstante quanto às viagens de lazer. Apesar de a demanda por viagens de negócios ser elástica, ou seja, apesar de ela flutuar conforme as condições econômicas, ela não é tão elástica quanto a demanda por viagem de lazer".